# Álex Lodos García
Álex Lodos García (geboren am 26. Juni 2002 in León) ist ein spanischer Handballspieler, der auf der Spielposition Rückraum links eingesetzt wird.

## Vereinskarriere
Álex Lodos García spielte bis 2021 bei Ademar León, mit dem er in der Saison 2019/2020 in der Liga Asobal debütierte. Ab 2022 war er für Club Balonmano Nava aktiv, seit 2023 wieder für Ademar León.
Mit dem Team aus León nahm er an europäischen Vereinswettbewerben teil.

## Auswahlmannschaften
Sein erstes Spiel für Spanien absolvierte er am 29. Juni 2018 gegen die Auswahl Frankreichs. Lodos spielte als Jugendnationalspieler Spaniens bei der U-19-Europameisterschaft in Kroatien (2021), bei der das Team Platz 3 belegte. Als Juniorennationalspieler Spaniens nahm er an der U-20-Europameisterschaft in Portugal (2022) teil, bei der er mit der Mannschaft Europameister wurde. Er stand bis Oktober 2022 in 42 Spielen im Aufgebot der spanischen Nachwuchsteams und erzielte dabei 120 Tore.